# Guerra de sucesión de Landshut
La guerra de sucesión de Landshut resultó de un acuerdo entre los ducados de Baviera-Múnich (en alemán: Bayern-München) y Baviera-Landshut (Bayern-Landshut). El acuerdo concernía la ley de sucesión cuando uno de los dos duques moría sin heredero masculino. Los dos ducados estaban en posesión de diferentes ramas de la Casa de Wittelsbach, y el acuerdo indicaba que si una de las ramas iba a quedar extinta en línea masculina, entonces la otra heredaría ambos ducados. Este acuerdo ignoraba la ley imperial, que estipulaba que el emperador del Sacro Imperio heredaría un territorio en caso de que una línea fallara.
Jorge, duque de Baviera-Landshut, y su mujer Eduviges Jagellón fracasaron en su intento de conseguir un heredero varón, así que Jorge nombró a su hija Elisabeth su heredera. Por causa del acuerdo, el duque Alberto de la línea de Múnich no aceptó este hecho, lo que condujo a la guerra en 1503. En el curso de este conflicto de dos años, muchas poblaciones en torno a Landshut fueron reducidas a cenizas, como Ergolding.
La guerra finalizó en 1505 con la muerte de Elisabeth y su marido Roberto, conde palatino del Rin, y una decisión mediante arbitraje del emperador Maximiliano I el 30 de julio de 1505 en la Dieta de Colonia. Los dos nietos de Jorge, Otón Enrique (Otto-Heinrich) y Felipe, retuvieron Palatinado-Neoburgo (Junge Pfalz), una región fragmentada del alto Danubio sobre Franconia hacia la parte norte del Alto Palatinado. Neuburg an der Donau fue elegida como la capital del nuevo Estado. Debido a que los dos herederos todavía no habían alcanzado la mayoría de edad, Federico II, conde palatino del Rin, sirvió como regente en un régimen provisional. El resto del territorio fue a la línea de Múnich de la Casa de Wittelsbach. El emperador cogió el territorio en torno a Kitzbühel, Kufstein y Rattenberg para sí mismo como recompensa por su mediación; la Ciudad Imperial de Núremberg ganó importantes territorios al este de la ciudad, incluyendo las autoridades de Lauf, Hersbruck y Altdorf. Como conde palatino, Otto-Heinrich gastó enormes sumas de dinero para construir un palacio en Neuburg an der Donau. Por herencia, después se convirtió en elector del Palatinado, donde sus adiciones Ottheinrichsbau al castillo de Heidelberg lo hicieron uno de los más importantes constructores alemanes del Renacimiento.